# 플레디스 엔터테인먼트의 음반
이 문서는 플레디스 엔터테인먼트에서 발매한 음반 목록이다.

## 2000년대
- 2006년 4월 6일 메이비 - A Letter From Abell 1689
- 2007년 6월 21일 손담비 - [Digital Single] Cry Eye
- 2008년 2월 29일 손담비 - [Digital Single] Change The World (프리스톤테일 2 OST)[1]
- 2008년 4월 29일 손담비 - Mini Album Vol.1
- 2008년 8월 21일 손담비 - [Digital Single] 투명인간
- 2008년 9월 18일 손담비 - Mini Album Vol.2
- 2008년 11월 20일 손담비 - 손담비 Remix Vol.1
- 2009년 1월 15일 애프터스쿨 - New Schoolgirl[2]
- 2009년 3월 24일 손담비 - Type-B
- 2009년 4월 9일 애프터스쿨 - [Digital Single] Diva
- 2009년 5월 22일 애프터스쿨 - 대 동경소녀 OST (Dream Girl)
- 2009년 7월 23일 손담비,애프터스쿨 - [Digital Single] 아몰레드(AMOLED)
- 2009년 10월 7일 유이 - [Digital Single] 두근두근 Tomorrow[3]
- 2009년 11월 25일 애프터스쿨 - [Digital Single] 너 때문에
- 2009년 12월 22일 애프터스쿨 - [Digital Single] 눈 내리는 마을[4]

## 2010년대
- 2010년 6월 17일 오렌지캬라멜 - 마법소녀 (The First Mini Album)
- 2010년 7월 8일 손담비 - The Queen
- 2010년 9월 16일 손담비 - [Digital Single] dB Rider
- 2010년 11월 18일 오렌지캬라멜 - [Digital Single] 아잉♡
- 2010년 12월 7일 애프터스쿨 - Happy Pledis 1st Album
- 2011년 1월 31일 손담비 - [Digital Single] K.O Sound Compilation Series Vol.2[5]
- 2011년 2월 14일 가희 - [Digital Single] 돌아와 나쁜 너
- 2011년 3월 31일 오렌지캬라멜 - [Digital Single] 방콕시티
- 2011년 4월 18일 애프터스쿨 - Virgin
- 2011년 7월 11일 베카 - [Digital Single] Take Me To The Place
- 2011년 7월 20일 애프터스쿨 레드 - The 4th Single Album - Red
- 2011년 7월 20일 애프터스쿨 블루 - The 4Th Single Album - Blue
- 2011년 10월 13일 오렌지캬라멜 - [Digital Single] 샹하이 로맨스
- 2011년 12월 1일 해피 플레디스 - Happy Pledis 2012`Love Letter`
- 2011년 12월 13일 애프터스쿨 - 빛과 그림자 OST Part.1
- 2011년 12월 16일 오렌지캬라멜 - 조영수 All Star - 오렌지캬라멜
- 2012년 1월 10일 손담비 - 빛과 그림자 OST Part.3(MBC 월화드라마)
- 2012년 3월 15일 뉴이스트 - [Digital Single] FACE
- 2012년 6월 20일 애프터스쿨 - AFTERSCHOOL 5th Maxi-Single (Korea Release)
- 2012년 7월 11일 뉴이스트 - [Digital Single] Action
- 2012년 9월 12일 오렌지캬라멜 - LIPSTICK
- 2012년 10월 23일 오렌지캬라멜 - [Digital Single] Orange Caramel Lipstick DJ Remix
- 2012년 11월 12일 손담비 - [Digital Single] 눈물이 주르륵
- 2012년 12월 23일 오렌지캬라멜,뉴이스트 - [Digital Single] 흰 눈 사이로 하이힐 타고
- 2013년 2월 13일 뉴이스트 - [Digital Single] 여보세요
- 2013년 5월 10일 오렌지캬라멜 - [Digital Single] re;cord Episode 4
- 2013년 6월 13일 애프터스쿨 - [Digital Single] 첫사랑
- 2013년 8월 22일 뉴이스트 - 잠꼬대
- 2013년 10월 10일 가희 - Who are you?
- 2013년 12월 23일 손담비 - [Digital Single] Red Candle
- 2014년 1월 29일 애프터스쿨 - Shh
- 2014년 2월 21일 애프터스쿨 - [Digital Single] 일주일
- 2014년 3월 12일 오렌지캬라멜 - THE THIRD SINGLE CATALLENA
- 2014년 3월 19일 애프터스쿨 - Dress To Kill
- 2014년 5월 20일 오렌지캬라멜 - [Digital Single] 아빙아빙
- 2014년 6월 14일 레이나 - [Digital Single] 한 여름밤의 꿀[6]
- 2014년 7월 9일 뉴이스트 - NU`EST The First Album`Re:BIRTH`
- 2014년 8월 18일 오렌지캬라멜 - 나처럼 해봐요
- 2014년 9월 11일 오렌지캬라멜 - 괜찮아 사랑이야 OST Part.8
- 2014년 9월 30일 한동근 - [Digital Single] 이 소설의 끝을 다시 써보려 해
- 2014년 10월 8일 레이나 - [Digital Single] Reset
- 2015년 1월 23일 리지 - [Digital Single] 쉬운 여자 아니에요
- 2015년 2월 11일 리지 - [Digital Single] Goodbye PMS[7]
- 2015년 2월 20일 리지 - [Digital Single] 형돈이와 대준이의 히트제조기 Part.3[8]
- 2015년 2월 27일 뉴이스트 - [Digital Single] I'm Bad
- 2015년 3월 18일 애프터스쿨 - [Japan Digital Single] BEST
- 2015년 4월 16일 정아,한동근 - [Digital Single] 2015 PLEDIS DUET Project `Parting`
- 2015년 4월 24일 레이나 - [Digital Single] 이상하자[9]
- 2015년 5월 20일 뉴이스트 - NaNaNa
- 2015년 5월 29일 세븐틴 - 17 CARAT
- 2015년 7월 11일 버논 - [Digital Single] Lotto
- 2015년 8월 18일 레이나 - [Digital Single] XXX[10]
- 2015년 9월 10일 세븐틴 - BOYS BE
- 2015년 9월 23일 뉴이스트 - [Japan Digital Single] Bridge The World
- 2015년 10월 19일 리지 - 발칙하게 고고 OST Part.3
- 2015년 11월 20일 뉴이스트 - Bridge The World
- 2015년 11월 24일 레이나 - [Digital Single] 모르겠다
- 2015년 12월 4일 세븐틴 - [Digital Single] Q&A[11]
- 2015년 12월 17일 김민경, 임나영, 강예빈, 박시연, 정은우, 주결경, 강경원 - [Digital Single] PICK ME[12]
- 2016년 1월 13일 레이나,리지 - [Digital Single] 투유 프로젝트 - 슈가맨 Part.13[13]
- 2016년 2월 17일 뉴이스트 - Q is.
- 2016년 3월 19일 주결경,임나영,정은우,강예빈,박시연 - 35 Girls 5 Concepts[14]
- 2016년 3월 23일 버논 - [Digital Single] 병 (웹툰 연애혁명 삽입곡)
- 2016년 4월 5일 주결경,임나영 - Crush[15]
- 2016년 4월 25일 세븐틴 - LOVE&LETTER
- 2016년 6월 17일 레이나 - [Digital Single] 달고나[16]
- 2016년 6월 17일 승관 - [Digital Single] 듀엣가요제 11회[17]
- 2016년 6월 27일 프리스틴 - [Digital Single] WE[18]
- 2016년 7월 4일 세븐틴 - Love & Letter Repackage Album
- 2016년 8월 5일 한동근 - [Digital Single] 듀엣가요제 18회[19]
- 2016년 8월 24일 한동근 - [Digital Single] 그대라는 사치
- 2016년 8월 29일 뉴이스트 - Canvas
- 2016년 8월 31일 성연 - [Digital Single] 아이돌보컬리그 - 걸스피릿 EPISODE 07[20]
- 2016년 9월 2일 한동근 - [Digital Single] 듀엣가요제 20회[21]
- 2016년 9월 9일 한동근 - [Digital Single] 듀엣가요제 21회[22]
- 2016년 9월 14일 성연 - [Digital Single] 아이돌보컬리그 - 걸스피릿 EPISODE 09[23]
- 2016년 9월 30일 한동근 - [Digital Single] 듀엣가요제 24회[24]
- 2016년 10월 6일 레이나 - 노래의 탄생 TRACK 1[25]
- 2016년 10월 15일 한동근 - [Digital Single] 듀엣가요제 25회[26]
- 2016년 10월 28일 한동근 - [Digital Single] 듀엣가요제 26회[27]
- 2016년 11월 1일 세븐틴 - [Digital Single] Check-In
- 2016년 11월 4일 한동근 - [Digital Single] 듀엣가요제 27회[24]
- 2016년 11월 11일 한동근 - [Digital Single] 듀엣가요제 28회[28]
- 2016년 12월 5일 세븐틴 - Going Seventeen
- 2016년 12월 16일 한동근 - 화랑 OST Part.1
- 2016년 12월 25일 레이나 - [Digital Single] 싱포유 - 두번째이야기 크리스마스[29]
- 2017년 3월 9일 뉴이스트 - [Digital Single] 나야 나 (PICK ME)[30]
- 2017년 3월 21일 프리스틴 - HI! PRISTIN
- 2017년 5월 5일 한동근 - Your Diary
- 2017년 5월 6일 뉴이스트 - [Digital Single] 나야 나 (PICK ME) (Piano Ver.)[30]
- 2017년 5월 19일 프리스틴 - [Digital Single] Black Widow (Remix Ver.)
- 2017년 5월 22일 세븐틴 - Al1
- 2017년 6월 5일 레이나 - 파수꾼 OST Part.3
- 2017년 7월 17일 한동근 - [Digital Single] Forever Young[31]
- 2017년 7월 25일 뉴이스트 W - [Digital Single] 있다면
- 2017년 7월 31일 레이나 - [Digital Single] 밥,영화,카페
- 2017년 8월 9일 도겸 - [Digitial Single] 한 편의 너[32]
- 2017년 9월 20일 계범주 - [Digital Single] 한 때[33]
- 2017년 10월 1일 리지 - [Digital Single] 판타스틱 듀오 2 Part.16[34]
- 2017년 10월 10일 뉴이스트 W - W, HERE
- 2017년 10월 30일 계범주 - [Digital Single] Just[35]
- 2017년 11월 6일 세븐틴 - TEEN, AGE
- 2017년 11월 10일 계범주 - [Digital Single] A.C.C.E.L[36]
- 2017년 12월 4일 한동근 - 이별할 사람들
- 2017년 12월 23일 뉴이스트 W - 화유기 OST Part.1
- 2017년 12월 26일 계범주 - 많지도+적지도:스물일곱
- 2018년 1월 15일 뉴이스트 W - [Digital Single] 투유 프로젝트 - 슈가맨2 Part.1[37]
- 2018년 2월 5일 세븐틴 - DIRECTOR’S CUT
- 2018년 3월 15일 세븐틴 승관 - 마더 OST Part.5
- 2018년 3월 21일 부석순(세븐틴) - [Digital Single] 거침없이
- 2018년 4월 10일 세븐틴 도겸 - 위대한 유혹자 OST Part.3
- 2018년 5월 30일 세븐틴 - WE MAKE YOU
- 2018년 6월 25일 뉴이스트 W - WHO YOU
- 2018년 7월 16일 세븐틴 - YOU MAKE MY DAY
- 2018년 8월 13일 세븐틴 - A-TEEN OST Part.3
- 2018년 8월 26일 뉴이스트 W - 미스터 션샤인 OST Part.10
- 2018년 8월 27일 레이나 - [Digital Single] 작아지는 중
- 2018년 8월 28일 계범주 - [Digital Single] 그리워 안 해
- 2018년 9월 5일 레이나 - 친애하는 판사님께 OST Part.5
- 2018년 10월 1일 뉴이스트 W - [Digital Single] I Don't Care[38]
- 2018년 11월 26일 뉴이스트 W - WAKE,N
- 2019년 1월 21일 세븐틴 - YOU MADE MY DAWN
- 2019년 3월 15일 뉴이스트 - [Digital Single] 노래제목
- 2019년 4월 3일 황민현 - [Digital Single] Universe
- 2019년 4월 29일 뉴이스트 - Happily Ever After
- 2019년 5월 19일 세븐틴 - A-TEEN2 OST Part.2
- 2019년 5월 29일 세븐틴 - Happy Ending
- 2019년 7월 5일 가은 - [Digital Single] 기억할게
- 2019년 8월 5일 세븐틴 - [Digital Single] HIT
- 2019년 9월 9일 계범주 - 너의 노래를 들려줘 OST Part.5
- 2019년 9월 16일 세븐틴 - An Ode
- 2019년 10월 15일 우지 - 조선로코 - 녹두전 OST Part.3
- 2019년 10월 21일 뉴이스트 - The Table
- 2019년 12월 1일 세븐틴 - 초콜릿 OST Part.1

## 2020년대
- 2020년 4월 1일 세븐틴 - [Japan Digital Single] Fallin’ Flower
- 2020년 5월 11일 뉴이스트 - The Nocturne
- 2020년 6월 2일 뉴이스트 - [Digital Single] Best Summer[39]
- 2020년 6월 22일 세븐틴 - 헹가래
- 2020년 8월 19일 나나 - 출사표 OST Part.7[40]
- 2020년 9월 7일 승관 - 청춘기록 OST Part.1
- 2020년 9월 9일 세븐틴 - [Japan] 24H
- 2020년 10월 7일 뉴이스트 - [Japan] DRIVE
- 2020년 10월 19일 세븐틴 - ; [Semicolon]
- 2021년 1월 6일 황민현 - [Digital Single] 모든 밤 너에게 (연애혁명 X 민현 (뉴이스트))
- 2021년 1월 29일 승관 - 도시남녀의 사랑법 OST Part.6
- 2021년 4월 2일 호시 - [Digital Single] Spider
- 2021년 4월 13일 디에잇 - [Digital Single] Side By Side
- 2021년 4월 19일 뉴이스트 - Romanticize
- 2021년 4월 21일 세븐틴 - [Japan Digital Single] ひとりじゃない
- 2021년 5월 10일 백호 - 태양의 노래 Part.3[41]
- 2021년 5월 28일 원우 X 민규 - [Digital Single] Bittersweet (feat. LeeHi)
- 2021년 6월 18일 세븐틴 - Your Choice
- 2021년 8월 13일 세븐틴 - 슬기로운 의사생활 시즌 2 OST Part.8
- 2021년 9월 1일 fromis 9 - [Digital Single] Talk & Talk
- 2021년 9월 8일 fromis 9 - [Digital Single] 싸이월드 BGM 2021
- 2021년 10월 22일 세븐틴 - Attacca
- 2021년 11월 19일 성연 - [Digital Single] Chicken
- 2021년 12월 5일 황민현 - 옷소매 붉은 끝동 OST Part.4
- 2021년 12월 6일 JR - 너의 밤이 되어줄게 OST Part.3
- 2021년 12월 8일 세븐틴 - [Japan Digital Single] あいのちから
- 2021년 12월 19일 백호 - 지금, 헤어지는 중입니다 OST Part.4
- 2022년 1월 3일 우지 - [Digital Single] Ruby
- 2022년 1월 17일 fromis 9 - Midnight Guest
- 2022년 2월 27일 도겸 - 스물다섯 스물하나 OST Part.5
- 2022년 3월 15일 뉴이스트 - Needle & Bubble[42]
- 2022년 3월 15일 fromis 9 - 크레이지 러브 OST Part.2
- 2022년 3월 18일 디에잇 - [Digital Single] 海城·Hai Cheng
- 2022년 3월 21일 백호 - 크레이지 러브 OST Part.3
- 2022년 3월 24일 송하영 - [Digital Single] 나의 스웨덴세탁소 #2
- 2022년 4월 15일 세븐틴 - [Digital Single] Darl+ing[43]
- 2022년 5월 27일 세븐틴 - Face the Sun
- 2022년 6월 27일 fromis 9 - from our Memento Box
- 2022년 6월 28일 승관 - 링크: 먹고 사랑하라, 죽이게 OST Part.4
- 2022년 7월 18일 세븐틴 - SECTOR 17
- 2022년 7월 24일 fromis 9 - [Digital Single] 달빛바다
- 2022년 8월 26일 세븐틴 - [Digital Single] _WORLD
- 2022년 9월 1일 백호 - 굿잡 OST Part.2
- 2022년 9월 13일 황민현 - [Digital Single] Votiz Vol.3
- 2022년 9월 23일 준 - [Digital Single] Limbo
- 2022년 9월 28일 박지원 - [Digital Single] World Peace Project Vol.1[44]
- 2022년 10월 12일 백호 - Absolute Zero
- 2022년 10월 19일 황민현 - 세기말 풋사과 보습학원(네이버 웹툰) OST Part.3
- 2022년 12월 25일 황민현 - 환혼 : 빛과 그림자 OST Part.2
- 2023년 1월 12일 박지원 - 조선 정신과 의사 유세풍 2 OST Part.1
- 2023년 2월 6일 부석순(세븐틴) - [Digital Single] Second Wind
- 2023년 2월 27일 황민현 - Truth Or Lie
- 2023년 4월 24일 세븐틴 - FML
- 2023년 5월 19일 승관 - 낭만닥터 김사부 3 OST Part.4
- 2023년 6월 4일 황민현 - [Digital Single] 그게 뭐라고 (여름날 우리 X 황민현)
- 2023년 6월 5일 fromis 9 - Unlock My World
- 2023년 7월 4일 준 - [Digital Single] PSYCHO
- 2023년 7월 21일 조슈아,호시 - 브로 앤 마블 OST Part.1[45]
- 2023년 7월 24일 박지원 - [Digital Single] 네게 말해 (이 여름밤)
- 2023년 7월 28일 조슈아,호시 - 브로 앤 마블 OST Part.2
- 2023년 8월 23일 세븐틴 - [Japan]  ALWAYS YOURS
- 2023년 8월 31일 백호 - [Digital Single] 엘리베이터
- 2023년 9월 11일 황민현 - 소용없어 거짓말 OST Part.6
- 2023년 9월 28일 백호 - [Digital Single] Abracadabra
- 2023년 10월 11일 fromis 9 - [Digital Single] Love Me Back (작전명 순정 X 프로미스나인)
- 2023년 10월 23일 세븐틴 - SEVENTEENTH HEAVEN
- 2023년 11월 4일 디노 - 무인도의 디바 OST Part.3
- 2023년 11월 27일 디노 - [Digital Single] Wait
- 2023년 12월 3일 도겸 - 웰컴투 삼달리 OST Part.1
- 2023년 12월 7일 백호 - [Digital Single] What are we
- 2023년 12월 19일 승관 - 사랑한다고 말해줘 OST Part.4
- 2023년 12월 26일 세븐틴 - [Digital Single] 경음악의 신
- 2024년 1월 2일 TWS - [Digital Single] Oh Mymy : 7s[46]
- 2024년 1월 10일 이서연 - [Digital Single] 너는 나 나는 너 (말하고 싶은 비밀 X 이서연 (프로미스나인))
- 2024년 1월 18일 세븐틴 - [Digital Single] 날아라!버디프렌즈
- 2024년 1월 22일 TWS - Sparkling Blue
- 2024년 1월 26일 우지 - [Digital Single] 어떤 미래
- 2024년 2월 16일 세븐틴 - [Digital Single] 손오공 (Workout Remix)
- 2024년 2월 26일 승관 - [Digital Single] 민들레
- 2024년 3월 4일 호시 - 별이되어라2 : Goddess of Despair
- 2024년 3월 10일 부석순 - 눈물의 여왕 OST Part.1
- 2024년 3월 12일 이서연 - [Digital Single] 우린 마지막 봄인가 봐
- 2024년 3월 13일 황민현 - [Digital Single] Lullaby
- 2024년 3월 20일 승관 - 별이되어라2 : Lonely Stars
- 2024년 4월 29일 세븐틴 - 17 IS RIGHT HERE
- 2024년 5월 3일 세븐틴 - [Digital Single] Maestro (Orchestra Remix)
- 2024년 5월 8일 백호 - [Digital Single] LOVE OR DIE[47]
- 2024년 6월 1일 백호 - [Digital Single] Wet & Wild - WATERBOMB 2024 Official Theme
- 2024년 6월 5일 TWS - [Digital Single] hey! hey![48]
- 2024년 6월 17일 정한X원우 - [Digital Single] THIS MAN
- 2024년 6월 24일 TWS - SUMMER BEAT!
- 2024년 6월 28일 TWS - [Digital Single] Uptown Girl [THE 시즌즈: 지코의 아티스트]
- 2024년 8월 12일 fromis 9 - [Digital Single] Supersonic
- 2024년 9월 4일 백호 - [Digital Single] Nutty Nutty (Feat. 제시)
- 2024년 10월 2일 송하영 - [Digital Single] step by together: with U - 이제 우리 함께 가자
- 2024년 10월 14일 세븐틴 - SPILL THE FEELS
- 2024년 11월 1일 세븐틴 - [Digital Single] Love, Money, Fame (Timbaland Remix)
- 2024년 11월 8일 세븐틴 - [Digital Single] Love, Money, Fame (Kenia OS Remix)
- 2024년 11월 25일 TWS - [Digital Single] Last Bell
- 2024년 11월 26일 송하영,이나경 - 취하는 로맨스 OST Part.8
- 2024년 11월 27일 세븐틴 - [Japan Digital Single] Shohikigen
- 2024년 12월 23일 fromis 9 - [Digital Single] from
- 2025년 1월 8일 부석순 - [Digital Single] TELEPARTY
- 2025년 1월 27일 정한 - [Digital Single] Better Half (feat. Omoinotake)
- 2025년 2월 1일 승관 - 별들에게 물어봐 OST Part.4
- 2025년 3월 10일 호시X우지 - [Digital Single] Beam
- 2025년 3월 14일 백호 - [Digital Single] OFF-ROAD
- 2025년 4월 21일 TWS - TRY WITH US
- 2025년 5월 3일 도겸 - 언젠가는 슬기로울 전공의생활 OST Part.7
- 2025년 5월 26일 세븐틴 - HAPPY BURSTDAY
- 2025년 6월 10일 호시X우지 - 월드 오브 스트릿 우먼 파이터(WSWF) Original Vol.2 (계급미션)[49]
- 2025년 6월 22일 TWS - 굿보이 OST Part.4
- 2025년 7월 2일 TWS - [Japan Digital Single] はじめまして
- 2025년 7월 17일 원우 - [Digital Single] 고개
- 2025년 9월 ?일 에스쿱스X민규 - 미정
- 2025년 10월 ?일 TWS - 미정